# さるぼぼ

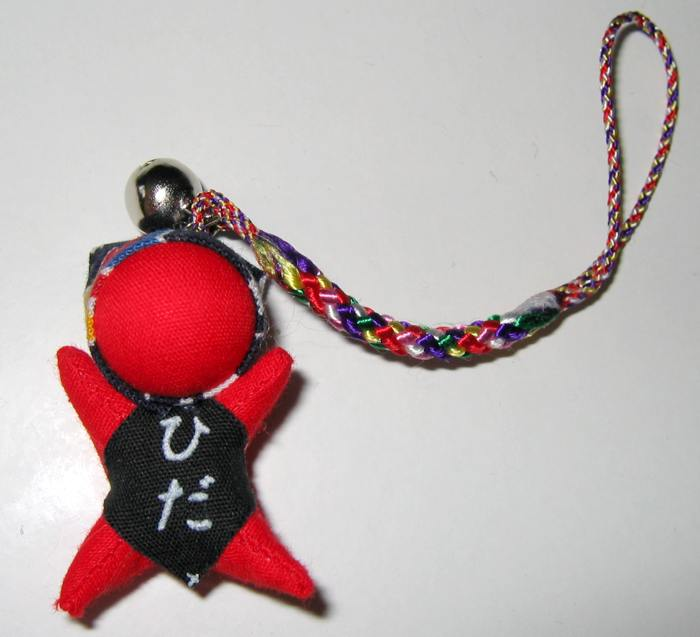
さるぼぼのストラップ

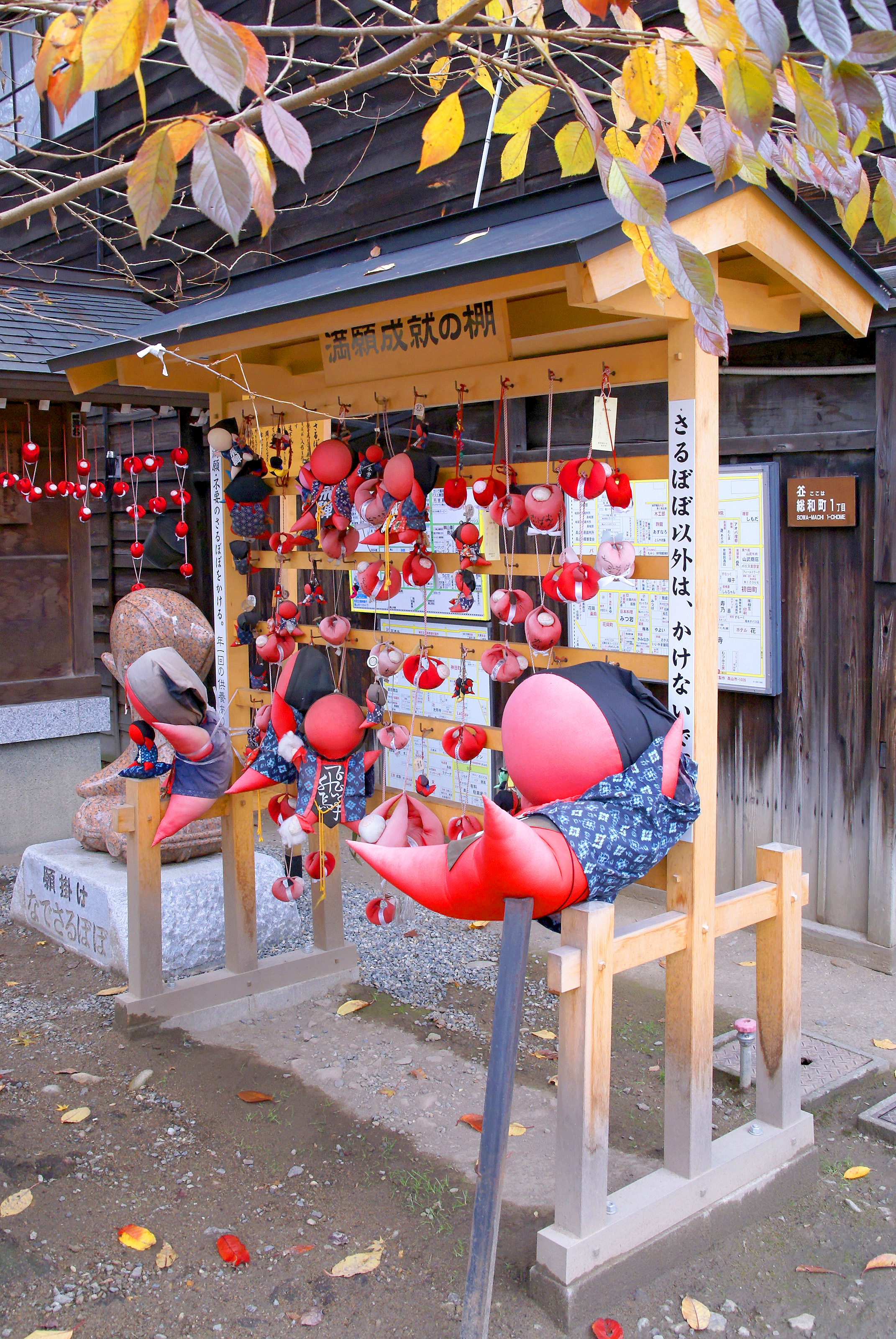
さるぼぼの棚（飛騨国分寺）

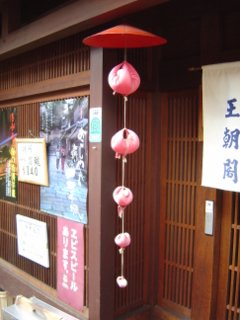
八坂庚申堂のくくり猿

さるぼぼは、飛騨高山など岐阜県飛騨地方で昔から作られる人形。

## 概要
飛騨弁では、赤ちゃんのことを「ぼぼ」と言い、「さるぼぼ」は「猿の赤ん坊」の意味。近年では、土産として飛騨地方の観光地で多く見られる。
このさるぼぼの源流を辿ると、奈良時代に遣唐使が唐（中国）から伝えた「這子」や「天児（あまがつ）」と呼ばれる形代が原型であると言われている。最初に当時の貴族の間で”産屋のお守り”として正絹で作られたものが流行し、その後家にある余り布などで作られた物が徐々に民間に広がっていく中で「安産」や「良縁」・「子供の成長」・「無病息災」などを願うお守りとされていった。
しかし、時代の流れとともに新たな人形が作られたり外国からもたらされたことでこの人形文化が廃れていき、山間部で異文化の影響を受けにくい地域（飛騨地方など）に残ったと言われている。

## 類例
庚申堂や付近の家の軒先に猿をかたどった人形を吊す例が見られるが、さるぼぼとは異なり体を屈曲させ頭を垂れた姿勢である。
庚申堂の本尊である青面金剛には猿が仕えており、その猿をかたどった人形と言われる。
庚申信仰によると、人間の体には三尸（さんし）という虫が住んでおり、人の罪を監視している。60日に一度の庚申の日に、宿主の人間が眠ると体を抜け出し、天帝に罪を報告しに行く。そのため、三尸が出ていけないように庚申の日は徹夜で過ごし、また三尸の天敵である猿を模した人形（「身代わり猿」「くくり猿」など）を家の軒先に吊るしておくことで災難を避けるという風習があった。
猿の吊し人形には、以下のようなものがある。
- 奈良県奈良市 - ならまち庚申堂の身代り申。
- 京都府京都市東山区 - 八坂庚申堂のくくり猿。

## その他
2007年（平成19年）に飛騨のさるぼぼ製造協同組合により「飛騨のさるぼぼ」として地域団体商標に登録され、2008年（平成20年）10月には「飛騨のさるぼぼ」が岐阜県郷土工芸品に指定されている。
飛騨国分寺の庚申堂の横には2007年（平成19年）に「さるぼぼのなで仏」（赤御影石の石像、高さ1m、幅約50cm）が建てられ、そのさらに横の「満願成就の棚」にさるぼぼを返すと、毎年4月の庚申の日に供養が行われる。ここには誰でも無料で返すことができる。
大手コンビニエンスストアチェーンの地元店舗でもオリジナル商品を開発・販売しており、「サークルKぼぼ」・「ファミぼぼ」などチェーン名をつけた珍奇なさるぼぼも登場している。
近年、赤いさるぼぼの他に、青やピンクなど様々な色の「風水さるぼぼ」ができている。また、さるぼぼの形も多様化し、「うさぼぼ」や「ねこぼぼ」のような動物とコラボしたもの、妊婦の形をした「子福さるぼぼ」や忍者の格好の「忍者さるぼぼ」など、多種多様な変容を遂げている。
2009年（平成21年）にイメージソング「さるぼぼ☆サルサ」が完成。飛騨高山のお土産物売り場で販売している。
2019年（平成31年）に中日ドラゴンズの根尾昂、垣越建伸のさるぼぼが販売された。両選手が飛騨地方出身の為のコラボで、初めてさるぼぼが県外で発売された。